# Froggattimyia tillyardi
Froggattimyia tillyardi är en tvåvingeart som beskrevs av Malloch 1934. Froggattimyia tillyardi ingår i släktet Froggattimyia och familjen parasitflugor. Inga underarter finns listade i Catalogue of Life.